# Michel Carrega
Michel Robert Carrega, född 25 september 1934 i Paris, död 26 september 2024, var en fransk sportskytt.
Carrega blev olympisk silvermedaljör i trap vid sommarspelen 1972 i München.